# Westport, Ontario
Westport är en ort i Kanada.   Den ligger i provinsen Ontario, i den sydöstra delen av landet, 100 km sydväst om huvudstaden Ottawa. Westport ligger 134 meter över havet och antalet invånare är 645. Den ligger vid sjöarna  Upper Rideau Lake och Westport Sand Lake.
Terrängen runt Westport är platt. Runt Westport är det glesbefolkat, med 13 invånare per kvadratkilometer.. Det finns inga andra samhällen i närheten. 
Omgivningarna runt Westport är en mosaik av jordbruksmark och naturlig växtlighet.